# Alter Kran (Lüneburg)

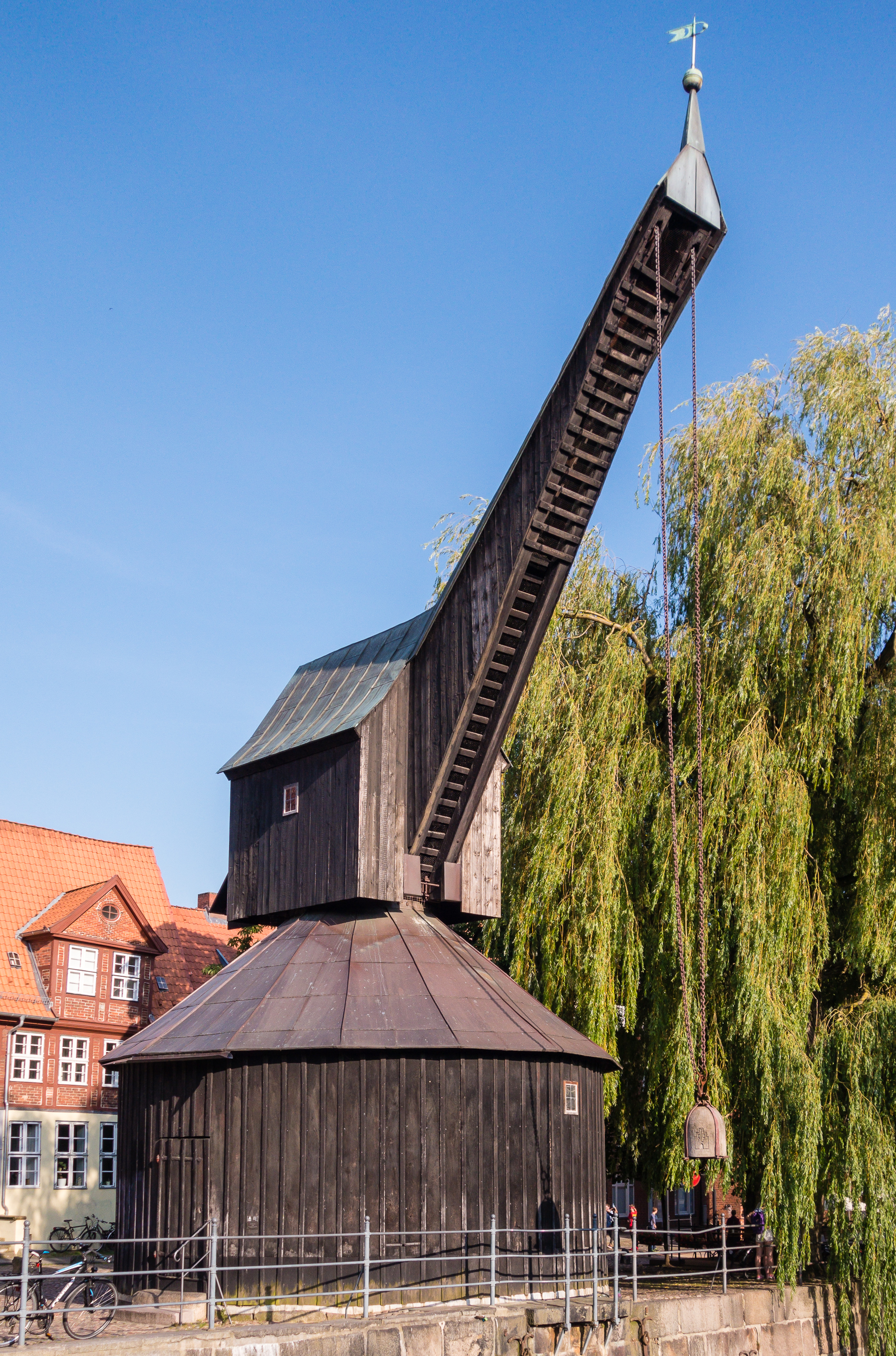
Alter Kran

Der Alte Kran (Schreibweise früher auch Krahn) ist ein historischer Hafenkran am ehemaligen Ilmenau-Hafen in Lüneburg. Der 1797 erbaute Kran, der damals zu den leistungsfähigsten in ganz Norddeutschland gehörte, prägt bis heute das Bild des Wasserviertels und gilt als eines der Wahrzeichen der Stadt.

## Technik

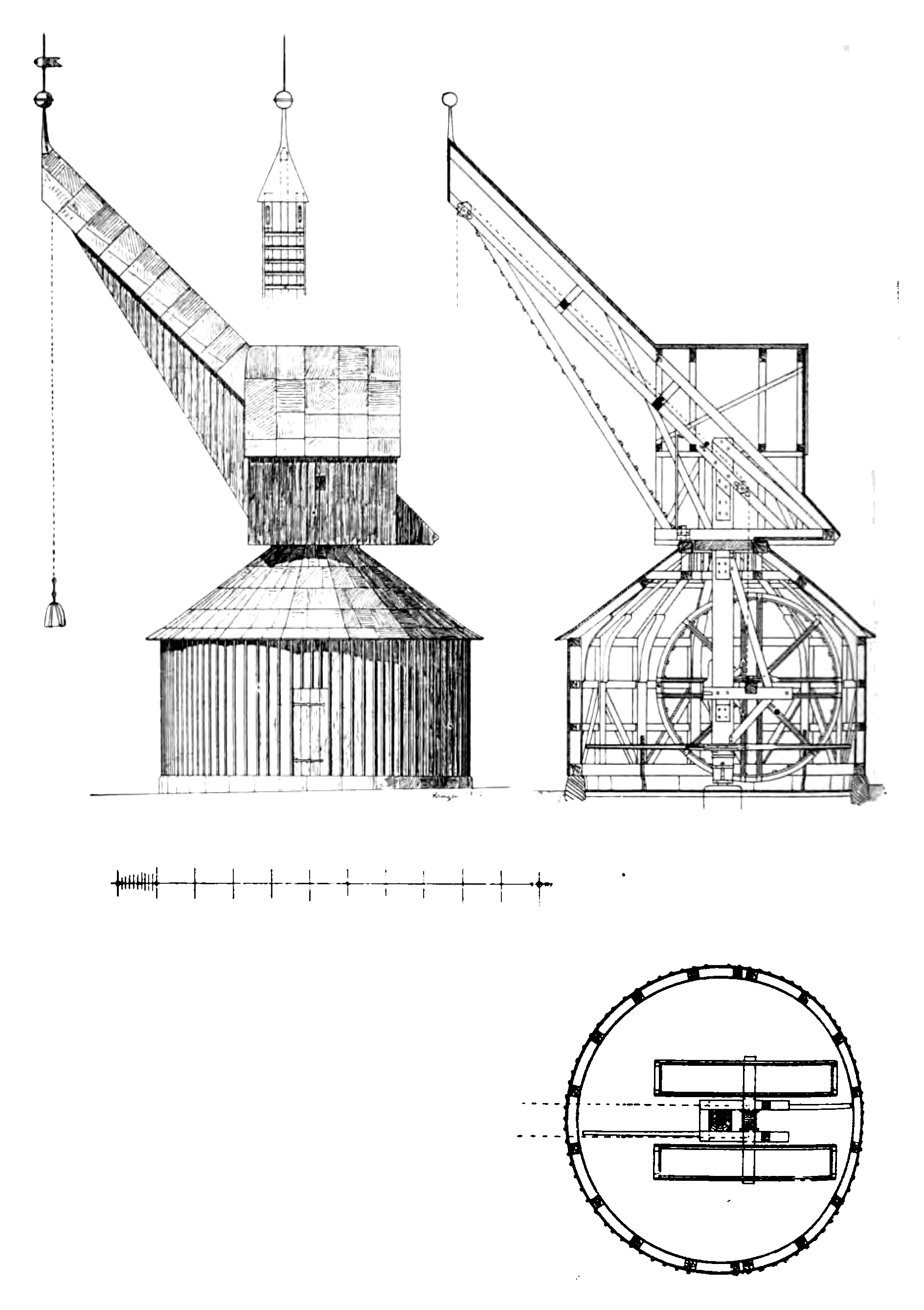
Konstruktionsplan

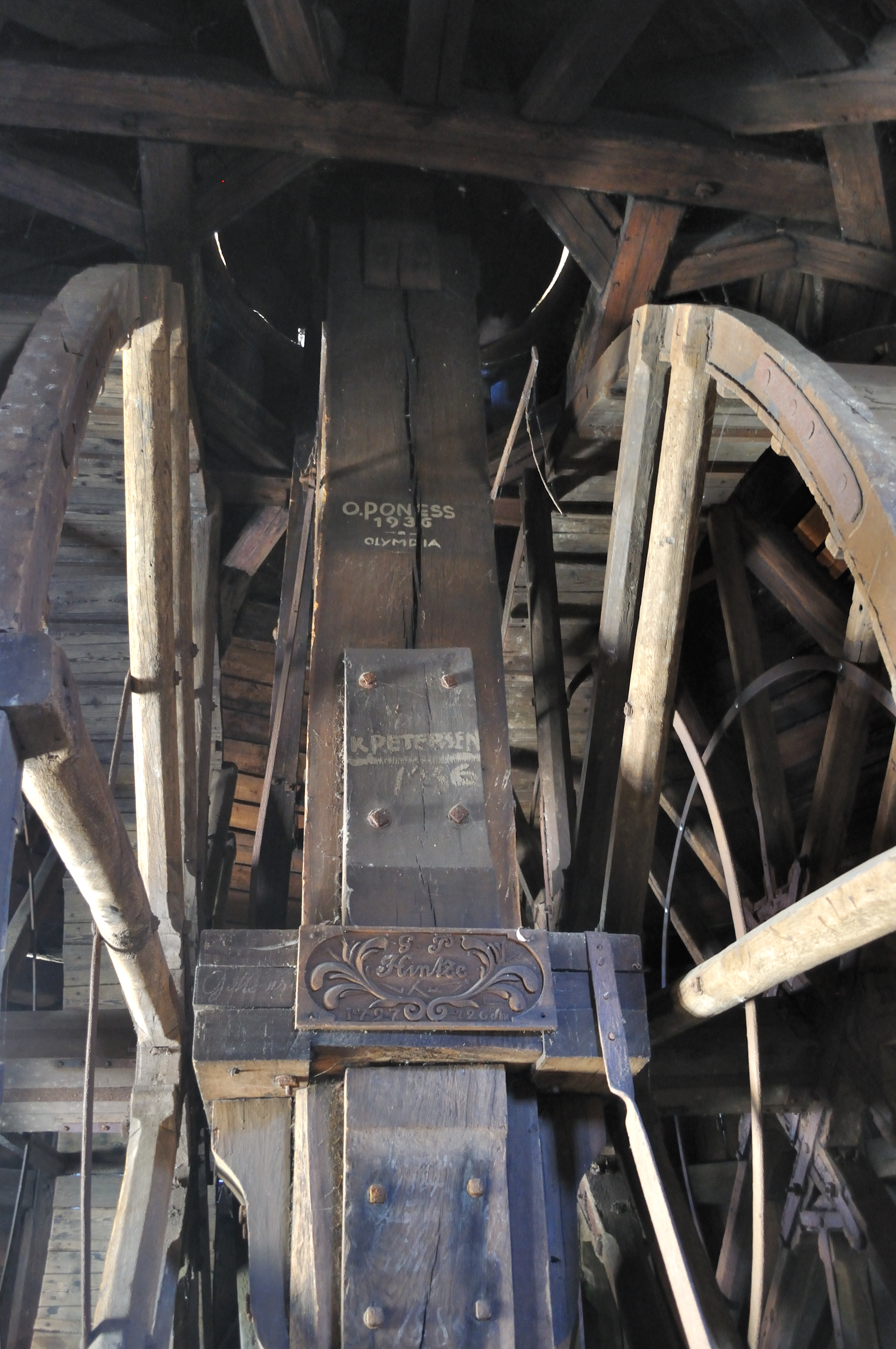
Mechanik im Inneren

Der Kran ist aus tragendem Holzfachwerk gebaut, das als Wetterschutz mit einer Bretterverkleidung versehen wurde; die Dachflächen sind mit Kupferplatten gedeckt. Der Unterteil mit kreisförmigem Grundriss (Durchmesser: acht Meter) ist feststehend. Der Oberteil mit dem Kranausleger ist drehbar gelagert (ähnlich einer Holländerwindmühle). Vier Sandsteinblöcke von je etwa 200 kg dienen als Gegengewicht zur Last. Die Kettenwinde im Oberteil wird angetrieben über eine 9 m hohe Königswelle, diese wiederum durch ein doppeltes Tretrad mit 5 m Durchmesser im Unterteil.
In Stade wurde 1977 ein Nachbau am Hansehafen errichtet, der heute als Informationszentrum für Stader Stadtgeschichte dient; ein zweiter, funktionstüchtiger Nachbau befindet sich im Hebezeug-Museum in Witten in Nordrhein-Westfalen.

## Geschichte
Ein Kran am Standort des heutigen Kranes am Lüneburger Hafen wird erstmals 1330 urkundlich erwähnt. Er diente neben dem Heben anderer Waren vor allem dem Betrieb der Lüneburger Saline, nämlich einerseits zum Verschiffen des dort produzierten Salzes (insbesondere über den Stecknitzkanal nach Lübeck, aber auch in andere Städte) und andererseits zum Anlanden des Brennholzes, das für den Betrieb der Sudhäuser benötigt wurde. Der Kran teilte sich die Arbeit mit den kleineren Winden des benachbarten Lagerhauses (damals Heringshaus, heute Altes Kaufhaus genannt). In einer Verordnung des Lüneburger Stadtrates war festgelegt, welche Waren von welchem Kran zu heben waren und welche Gebühren („Krangeld“) dafür zu entrichten waren.

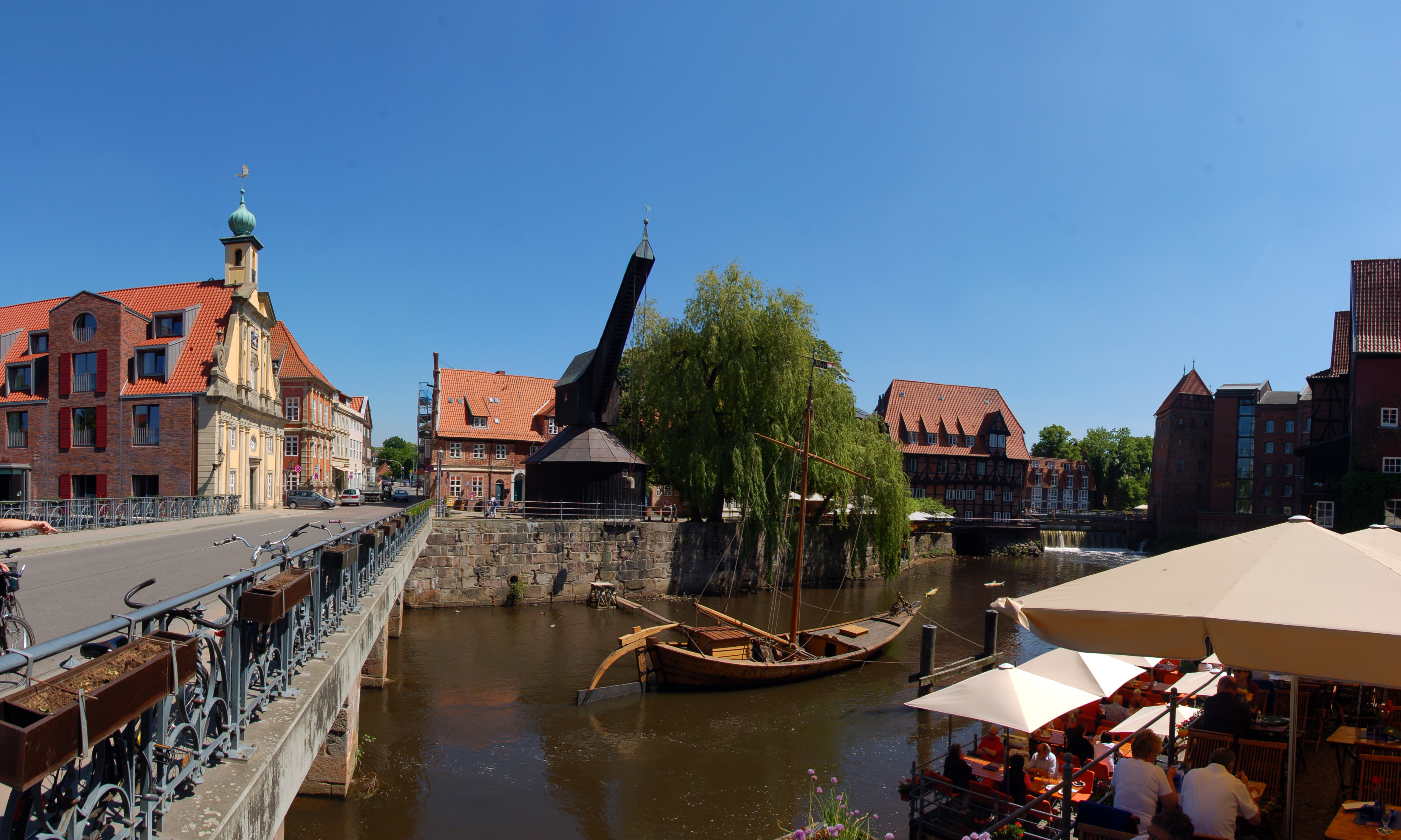
Gesamtsituation im Hafen

Historische Aufnahme (um 1900)

Der ursprüngliche Kran wurde über die Jahrhunderte immer wieder um- und ausgebaut. In seiner heutigen Form besteht der Kran fast unverändert seit 1797. Im Winter 1795 wurden viele Bauwerke im Hafen durch ein Hochwasser mit Eisgang stark beschädigt, darunter auch der Kran und die benachbarte Brücke. Der Kran wurde im Sommer 1797 vom Zimmermann G. P. Hintze unter der Leitung des Landbauverwalters Kruse in neuer Form wieder aufgebaut.
Am 13. August 1840 hob der Kran seine schwerste Last an Land: eine Dampflokomotive für die Herzoglich Braunschweigische Staatseisenbahn, die in England von George Forrester & Company gebaut und auf dem Wasserweg nach Deutschland transportiert worden war. Das Gewicht der Lok wurde auf bis zu 60 Schiffspfund (ca. 9,3 Tonnen) geschätzt. Zum Drehen des Tretrades wurde dabei die Kraft von 38 Menschen benötigt. Als Belastungstest wurde vorher ein Paket mit 80 Eisenbahnschienen mit etwa 20.000 Pfund Gewicht angehoben. Zwei Jahre zuvor hatte der Kran bereits eine leichtere Lok mit etwa 14.000 Pfund gehoben.
Mit dem Bau der Eisenbahnlinie Hamburg–Hannover, die 1847 Lüneburg erreichte, verlagerte sich der Warentransport von und nach Lüneburg binnen kurzer Zeit vom Binnenwasserweg auf die Schiene. In der Folge verlor der Hafen und somit auch der Kran rapide an Bedeutung. Im Jahre 1860 stellte der Kran aus wirtschaftlichen Gründen seinen Betrieb ein (obwohl er technisch weiterhin intakt war).